# Mario Ventimiglia
Pour les articles homonymes, voir Ventimiglia (homonymie).
Mario Ventimiglia, né le 7 mars 1921 à Sanremo (Italie) et mort le 6 juin 2005 dans la même ville, est un footballeur italien, qui évoluait en tant qu'attaquant.
Durant sa carrière, il a joué avec les clubs de Sanremese jusqu'au 1er juillet 1942, de la Juventus, de l'Associazione Calcio Liguria, de la Società Ginnastica Comunale Sampierdarenese et du Savone 1907 Foot-Ball Club.
Il entraîna ensuite Sanremese et l'Albenga Calcio.

## Biographie
Ventimiglia est formé et commence sa carrière dans le club de sa ville natale, l'Union Sportiva Sanremese Calcio 1904. 
Le summum de sa carrière est les deux saisons passées en Serie A sous les couleurs de la Juventus (il y joue son premier match le 27 septembre 1942 lors d'une défaite 3-2 face à la Lazio en coupe) puis du Sampierdarenese (avec qui il dispute le championnat 1945-1946).
Il commence ensuite à entraîner en tant qu'entraîneur-joueur. L'expérience sur le banc en tant qu'entraîneur se limite simplement à des clubs ligures, durant une période de 15 ans.